# جامع الطبانة
جامع الطبانة أو المسجد المريني، من أبرز المساجد التاريخية بمدينة مستغانم في الجزائر. بُني الجامع على يد سلطان بني مرين، أبو الحسن المريني، وذلك في العام 1340 م. رمم المسجد عدة مرات في الفترات اللاحقة مما أثر على أصالته جراء استخدام مواد لا تتناسب مع تصميمه المعماري وحقبته التاريخية.

## التأسيس
بني الجامع في عهد السلطان أبي عبد الله بن أبي الحسن بن سعد المريني الملقب بأبي العنان في القرن الـ 8 الهجري 742 للهجرة الموافق ل 1340 ميلادية عرف بالجامع الكبير المسجد المريني أو الجامع الكبير يتربع على مساحة تقدر بـ1200متر مربع كما يحتوي على 450 عمودا وهو مغطى بسقف من الخشب الأحمر يرفعه 45 عمودا تتخلله قاعة الصلاة بها 52 سارية وتعلو جدار الواجهة البحرية 8 نوافذ تطل على منحدر صخري ينتهي عند سريان وادي العين الصفراء الذي يصب في البحر كما تقسم مقصورة الإمام بين قاعتي الوضوء والصلاة أما المئذنة المشكلة من 8 أصلع بجوفها سلم يرتفع في شكل حلزوني متكون من 79 عتبة.
تنزوي مقصورة الإمام بين قاعة الوضوء وقاعة الصلاة أم المئذنة المضلعة الشكل الشامخة قبالة الوجه البحري يعلو في جوفها سلم يرتفع في شكله الحلزوني والمتكون من تسع وسبعين عتبة.حتوي المسجد على قاعة للصلاة تؤدي إليها ثلاثة أبواب مقوسة، فالرئيسي منها يقع في الجهة الغربية وإلى الغرب من هذا الأخير بابان احدهما يؤدي إلى قاعة الوضوء والآخر يؤدي إلى قاعة لتعليم القرآن الكريم، أما الجهة الشرقية يعلوها بابان احدهما يؤدي إلى مصلى خاص بالنساء والباب الثاني صغير يؤدي إلى جوار المحراب، محراب ذو قبة نصف دائرية والذي حفر في الصخر.
وعثر إمام على صفيحة رخامية طولها لا يتعدى 60 سم وعرضها 40 سم كانت مرمية قي البلدية، كتب عليها نص بالخط العربي المغربي، وأعادها لتثبت على يمين المحراب بعد تنظيفها، وهذا نص ما كتب قي الصحيفة الرخامية:
«أمر ببناء هذا الجامع المبارك وشيده مولانا السلطان الأعدل عبد الله أمير المسلمين والمجاهد في سبيل ربي العالمين، ابن الحسن ابن مولانا أمير المسلمين المجاهد في سبيل ربي العالمين، أبي سعيد ابن مولانا أمير المسلمين المجاهد في سبيل ربي العالمين، أبي يوسف عبد الحق، وصلى الله على نبيه وبلغه من فعل الخير بعينه ومقصوده، وذلك في عام اثنين وأربعين وسبعمائة 742هـ».

## الجامع عبر التاريخ

### العهد العثماني
خلال حكم الثمانيين مع بداية النصف الأول من القرن الـ16 تم إنجاز عدة مرافق حيوية حول المسجد الكبير على غرار دار القايد الذي كان يشرف على تحقيق الأمن وحماية الأشخاص والممتلكات فضلا عن انجاز دار المفتي التي كانت بمثابة المحكمة التي تنظر في قضايا وأحوال الناس والفصل في النزاعات بين المتخاصمين وفقا للشريعة الإسلامية ووفق المذهبين الحنفي والمالكي كما كان ذات المكان وفي سياق توفير شتى الاحتياجات الاجتماعية والاقتصادية فقد تواجد سوق كبير يتوافد عليه التجار والحرفيين المختصين في بيع اللوازم المنزلية وشتى الاحتياجات والأغراض الاستهلاكية اليومية من خضروات وفواكه حسب المؤرخين.
المكان ذاته أطلق عليه الأتراك في القرن الـ 16 اسم الطبانة وهو مصطلح عثماني يقصد به *طب هنا* أي أقذف من هنا حيث يطل على واجه البحر بحصون ترافقه لمواجهة الغزاة الأجانب خصوصا الأسبان الذين ظلوا طامعين في احتلال المدن الساحلية من طبنجة بالمغرب الأقصى إلى وهران ومستغانم التي كانت محل هجوم سنة 1558 أين أنزلت بهم هزيمة نكراء في معركة مزغران الشهيرة.
العثمانيون استغلوا ذات الموقع الإستراتيجي لذات المنطقة التي كانت ترتفع بحوالي 300 م عن سطح البحر وتطل على الواجهة البحرية ليشيدوا سورا حصينا بطول 800م طوقوا به كل المدينة العتيقة التي لا تزال دروبها ومآثرها شاهدة إلى اليوم وهي في حاجة ماسة إلى الترميم كما فتحوا به أي السور عشرات الفتحات الخاصة للقناصة لمواجهة أي عدوان محتمل على المدينة ومسجدها العتيق.

### عهد الإستعمار الفرنسي
عقب ذلك وخلال الاحتلال الفرنسي لمدينة مستغانم سنة 1833م عمل الغزاة على تغيير المعالم وحولت الجامع إلى مركز لتجميع أسلحته والذخيرة ولفضاء لاستراحة العساكر الغزاة والمستوطنين وحول لإسطبل للحيوانات.

## الإستقلال
وبعد إستفلال الجزائر تم إعادة فتح أبواب  الجامع الكبير ليواصل بعد ازيد من القرن اداء دوره الديني والتربوي وحيث سجلت به عدة ترميمات بشكل غير منظم مما جعله يفقد طابعه الاصلي جراء استخدام مواد للبناء تعارضت مع الطابع العمراني له. كما أن وزارة الثقافة كانت قد صنفته سنة 1979 كمسجد أثري في مستغانم التي تنتشر بها الزوايا والجوامع والمساجد والمدارس القرآنية في كل ركن وزاوية.

## وصلات خارجية
- جامع الطبانة